# Desulfovibrio
Genre
Synonymes
- Desulfomonas Moore et al. 1976[2]
- Sporovibrio Starkey 1938[2],[3]

Desulfovibrio est un genre de bacilles à Gram négatif, pouvant prendre des formes variées (droits, incurvés ou de forme sigmoïde).
C’est un genre des bacilles non sporulés, mesurant de 0,5 à 1,5 µm de large sur 2,5 à 10,0 µm de long et mobiles grâce à un unique flagelle polaire ou parfois une ciliature lophotriche. (cf. Tableau 1 : Caractéristiques des bactéries du genre Desulfovibrio). Les espèces du genre Desulfovibrio sont parfois halophiles, anaérobies, à métabolisme généralement respiratoire (respiration anaérobie), utilisant les sulfates ou d'autres composés soufrés comme accepteurs finaux d'électrons (la réduction conduit à la formation d'hydrogène sulfuré). Mais elles peuvent être aussi mésophiles, chimio-organotrophes, oxydant de manière incomplète les composés organiques, synthétisant une désulfoviridine (sulfite réductase) et n'hydrolysant pas la gélatine  . On peut retrouver les espèces de Desulfovibrio principalement dans les sédiments ou les boues et l'environnement marin mais aussi dans l'intestin de l'homme et des animaux. 
| Classe /genre      | Dimensions (µm) et morphologie                                                          | Exigence en oxygène | Autres caractères distinctifs                                                          |
| ------------------ | --------------------------------------------------------------------------------------- | ------------------- | -------------------------------------------------------------------------------------- |
| δ -protéobactéries |                                                                                         |                     |                                                                                        |
| Desulfovibrio      | 0,5-1,5 x 2,5-10 bâtonnets incurvés ou parfois droit mobiles par des flagelles polaires | anaérobies          | oxydent les composés organiques en acétate et réduisent le sulfate ou le soufre en H2S |

Tableau 1 : Caractéristiques des bactéries du genre Desulfovibrio.
Desulfovibrio desulfuricans est une des bactéries capables de réduire les sulfates en sulfures, puis en hydrogène sulfuré. Bien qu’étant anaérobie stricte, cette bactérie résiste bien à l’oxygène. On la retrouve dans les sols, mais aussi dans les vases, même salées, sous les pierres où leur présence est attestée par un dépôt de sulfure de fer noirâtre et une forte odeur d’H2S.
Pour les réactions concernant la respiration anaérobie des espèces de Desulfuvibrio :
SO42−  + 8 e- + 8 H+ ⇒ S2− + 4 H2O.
L’accepteur final correspond à l’ion sulfate SO24− ;  les sulfates sont ainsi réduit en sulfure. Ce dernier est souvent ensuite réduit en hydrogène sulfureux (H2S). 
Ces bactéries sont très importantes pour le recyclage du soufre dans les écosystèmes. Des quantités significatives de sulfate sont présentes dans presque tous les habitats aquatiques et terrestres, aussi les bactéries réductrices de sulfate sont-elles répandues et actives dans les lieux rendus anoxiques par la digestion microbienne des matières organiques. Les espèces de Desulfovibrio et d’autres bactéries réductrices de sulfate prospèrent dans des habitats comme les boues et les sédiments des lacs et des cours d’eau pollués, les lagunes et les digesteurs d’eaux dégouts, et les sols gorgés d’eau.

## Remarques
Les bactéries du genre Desulfovibrio sont l’un des groupes principaux à être responsable du processus de corrosion anaérobie. 
De plus, les espèces du genre Desulfovibrio peuvent être présentes dans la colonne de Winogradsky.

## Liste d'espèces
Selon Catalogue of Life (30 novembre 2020) et ITIS (30 novembre 2020) :
- Desulfovibrio acrylicus van der Maarel & al., 1997
- Desulfovibrio aerotolerans Mogensen & al., 2009
- Desulfovibrio aespoeensis Motamedi & Pedersen, 1998
- Desulfovibrio africanus Campbell & al., 1966
- Desulfovibrio alaskensis Feio & al., 2004
- Desulfovibrio alcoholivorans Qatibi & al., 1995
- Desulfovibrio alkalitolerans Abildgaard & al., 2006
- Desulfovibrio aminophilus Baena & al., 1999
- Desulfovibrio arcticus Pecheritsyna & al., 2012
- Desulfovibrio bastinii Magot & al., 2004
- Desulfovibrio bizertensis Haouari & al., 2006
- Desulfovibrio burkinensis Ouattara & al., 1999
- Desulfovibrio butyratiphilus Suzuki & al., 2010
- Desulfovibrio carbinolicus Nanninga & Gottschal, 1995
- Desulfovibrio carbinoliphilus Allen & al., 2008
- Desulfovibrio cuneatus Sass & al., 1998
- Desulfovibrio dechloracetivorans Sun & al., 2001
- Desulfovibrio desulfuricans (Beijerinck, 1895) Kluyver & van Niel, 1936
- Desulfovibrio ferrireducens Vandieken & al., 2006
- Desulfovibrio frigidus Vandieken & al., 2006
- Desulfovibrio fructosivorans Ollivier & al., 1990
- Desulfovibrio furfuralis Folkerts & al., 1989
- Desulfovibrio gabonensis Tardy-Jacquenod & al., 1996
- Desulfovibrio giganteus Esnault & al., 1988
- Desulfovibrio gigas Le Gall, 1963
- Desulfovibrio gracilis Magot & al., 2004
- Desulfovibrio halophilus Caumette & al., 1991
- Desulfovibrio hydrothermalis Alazard & al., 2003
- Desulfovibrio idahonensis Sass & al., 2009
- Desulfovibrio indonesiensis Feio & al., 2000
- Desulfovibrio inopinatus Reichenbecher & Schink, 1999
- Desulfovibrio intestinalis Fröhlich & al., 1999
- Desulfovibrio litoralis Sass & al., 1998
- Desulfovibrio longreachensis Redburn & Patel, 1995
- Desulfovibrio longus Magot & al., 1992
- Desulfovibrio magneticus Sakaguchi & al., 2002
- Desulfovibrio marinisediminis Takii & al., 2008
- Desulfovibrio marinus Ben Dhia Thabet & al., 2007
- Desulfovibrio marrakechensis Chamkh & al., 2009
- Desulfovibrio mexicanus Hernandez-Eugenio & al., 2001
- Desulfovibrio oxamicus (Postgate & Campbell, 1966) López-Cortés & al., 2006
- Desulfovibrio oxyclinae Krekeler & al., 2000
- Desulfovibrio paquesii van Houten & al., 2009
- Desulfovibrio piezophilus Khelaifia & al., 2011
- Desulfovibrio piger (Moore & al., 1976) Loubinoux & al., 2002
- Desulfovibrio portus Suzuki & al., 2010
- Desulfovibrio profundus Bale & al., 1997
- Desulfovibrio psychrotolerans Sasi Jyothsna & al., 2008
- Desulfovibrio putealis Basso & al., 2005
- Desulfovibrio salexigens Postgate & Campbell, 1966
- Desulfovibrio senezii Tsu & al., 1999
- Desulfovibrio simplex Zellner & al., 1990
- Desulfovibrio sulfodismutans Bak & Pfennig, 1988
- Desulfovibrio termitidis Trinkerl & al., 1991
- Desulfovibrio tunisiensis Ben Ali Gam & al., 2009
- Desulfovibrio vietnamensis Dang & al., 2002
- Desulfovibrio vulgaris Postgate & Campbell, 1966
- Desulfovibrio zosterae Nielsen & al., 1999

Selon NCBI (30 novembre 2020) :
- Candidatus Desulfovibrio kirbyi Takeuchi & al. 2020
- Candidatus Desulfovibrio trichonymphae Sato & al. 2009
- Desulfomonas oviles
- Desulfovibrio aerotolerans Mogensen & al. 2009
- Desulfovibrio alaskensis Feio & al. 2004
- Desulfovibrio alcoholivorans Qatibi & al. 1995
- Desulfovibrio aminophilus Baena & al. 1999
- Desulfovibrio arcticus Pecheritsyna & al. 2012
- Desulfovibrio bastinii Magot & al. 2004
- Desulfovibrio biadhensis Fadhlaoui & al. 2015
- Desulfovibrio bizertensis Haouari & al. 2006
- Desulfovibrio brasiliensis "" Warthmann & al. 2005
- Desulfovibrio burkinensis Ouattara & al. 1999
- Desulfovibrio butyratiphilus Suzuki & al. 2010
- Desulfovibrio caledoniensis
- Desulfovibrio capillatus Miranda-Tello & al. 2013
- Desulfovibrio carbinolicus Nanninga & Gottschal 1995
- Desulfovibrio carbinoliphilus Allen & al. 2008
- Desulfovibrio cavernae "" Sass & Cypionka 2004
- Desulfovibrio cuneatus Sass & al. 1998
- Desulfovibrio dechloracetivorans Sun & al. 2001
- Desulfovibrio desulfuricans "Bacillus desulfuricans" (Beijerinck 1895) Saltet 1900
- Desulfovibrio fairfieldensis "" McDougall & al. 1997
- Desulfovibrio ferrireducens Vandieken & al. 2006
- Desulfovibrio ferrophilus
- Desulfovibrio frigidus Vandieken & al. 2006
- Desulfovibrio fructosivorans corrig. Ollivier & al. 1990
- Desulfovibrio gabonensis Tardy-Jacquenod & al. 1996
- Desulfovibrio giganteus Esnault & al. 1988
- Desulfovibrio gigas Le Gall 1963
- Desulfovibrio gilichinskyi Ryzhmanova & al. 2019
- Desulfovibrio gracilis Magot & al. 2004
- Desulfovibrio halophilus Caumette & al. 1991
- Desulfovibrio hontreensis "" Tarasov & al. 2015
- Desulfovibrio hydrothermalis Alazard & al. 2003
- Desulfovibrio idahonensis Sass & al. 2009
- Desulfovibrio indonesiensis corrig. Feio & al. 2000
- Desulfovibrio inopinatus Reichenbecher & Schink 1999
- Desulfovibrio intestinalis Frohlich & al. 1999
- Desulfovibrio lacusfryxellense "" Sattley & Madigan 2010
- Desulfovibrio legallii "Desulfovibrio legallis" Thabet & al. 2011
- Desulfovibrio litoralis Sass & al. 1998
- Desulfovibrio longreachensis corrig. Redburn & Patel 1995
- Desulfovibrio longus Magot & al. 1992
- Desulfovibrio magneticus Sakaguchi & al. 2002
- Desulfovibrio marinus Ben Dhia Thabet & al. 2007
- Desulfovibrio marrakechensis Chamkh & al. 2009
- Desulfovibrio mexicanus Hernandez-Eugenio & al. 2001
- Desulfovibrio multispirans "" Czechowski & al. 1984
- Desulfovibrio oliviopondense
- Desulfovibrio oryzae
- Desulfovibrio oxamicus (Postgate & Campbell 1966) Lopez-Cortes & al. 2006
- Desulfovibrio oxyclinae Krekeler & al. 2000
- Desulfovibrio paquesii van Houten & al. 2009
- Desulfovibrio piger Desulfomonas pigra Moore & al. 1976
- Desulfovibrio psychrotolerans Sasi Jyothsna & al. 2008
- Desulfovibrio putealis Basso & al. 2005
- Desulfovibrio salexigens "Microspira aestuarii" van Delden 1903
- Desulfovibrio salinus Ben Ali Gam & al. 2018
- Desulfovibrio senegalensis Thioye & al. 2017
- Desulfovibrio senezii Tsu & al. 1999
- Desulfovibrio simplex Zellner & al. 1990
- Desulfovibrio singaporenus
- Desulfovibrio sulfodismutans "Desulfolutivibrio sulfodismutans" (Bak & Pfennig 1988) Thiel & al. 2020
- Desulfovibrio termitidis Trinkerl & al. 1991
- Desulfovibrio tunisiensis Ben Ali Gam & al. 2009
- Desulfovibrio vietnamensis Dang & al. 2002
- Desulfovibrio vulgaris Postgate & Campbell 1966
- Desulfovibrio zosterae Nielsen & al. 1999